# Bányász Rezső
Bányász Rezső (Szombathely, 1931. január 9. – Budapest, 2012. július 24.) újságíró, diplomata, kormányszóvivő.

## Életpályája
Apja villanyszerelő volt. 1950-ben belépett az MDP-be. 1957-ben végzett az ELTE Állam- és Jogtudományi Karán. Egyetemi tanulmányai mellett a Vas megye című lap, majd a Szabad Ifjúság és a Népszava szerkesztőségében dolgozott újságíróként, rovatvezetőként. 1971-ben megszerezte a
történelemtudományok kandidátusa címet. Német, angol, majd svéd nyelvből tett vizsgát.
1959 és 1961 között az MSZMP KB Agitációs és Propaganda Osztályának politikai munkatársa. Ezután a Külügyminisztérium Sajtóosztályára került. 1962-ben kihelyezték a stockholmi magyar nagykövetségre, ahol I. o. titkári rangban első beosztottként és sajtóattaséként dolgozott. 1968-ban tért haza, a KÜM Sajtófőosztály helyettes vezetője, majd vezetője lett. 1972 és 1978 között a New York-i magyar ENSZ-képviselet első beosztottja volt. Hazatérve ismét a Sajtófőosztály vezetője lett. 1981-ben rendkívüli és meghatalmazott nagykövet lett Londonban. 1984-ben hazahívták és a Minisztertanács Tájékoztatási Hivatalának elnöke lett államtitkári rangban, egyúttal 1986-87 között az első magyar kormányszóvivő. 1988-1990 között Magyarország ottawai nagykövete volt. 1991-ben nyugállományba helyezték. Több könyvet írt tapasztalatairól, nemzetközi kérdésekről.
A rendszerváltás után a „Semleges Magyarországért Alapítvány” kuratóriumi elnöke lett. 1998-ban a Munkáspárt országgyűlési képviselőjelöltje volt, és 2,87 százalékot kapott a budapesti I. kerületben.

## Műveiből
- Századunk Amerikája (1986)
- Olof Palme öröksége (1987)
- Downing Street 10 (1988)
- Ami a rejtjeltáviratokból kimaradt (1993)
- Ne lőjetek a szóvivőre! (1999)

## Érdekesség
Margaret Thatcher 1984-es magyarországi látogatása előtt otthonában kereste fel Bányász Rezső magyar nagykövetet, ami azért volt nagy dolog, mert nagyköveti meghívásokat, az amerikaiakét kivéve, Thatcher soha nem fogadott el.
1986-ban, a csernobili nukleáris katasztrófáról, annak veszélyeiről az MTA kutatói készítettek egy anyagot. Ezt eljuttatták a médiába illetve az összes jelentősebb politikusnak figyelemfelhívási céllal. Bányász Rezső a szovjet kapcsolatok ápolására hivatkozva ennek nyilvánosságra hozását saját kezűleg betiltotta. Ezt később nem ismerte el. 2001-ben Vujity Tvrtko újságíró szembesítette saját aláírásával ezen a levélen, felháborodottan közölte, hogy ez az irat legálisan nem kerülhetett hozzá, és a forgatóstábot kidobta lakásából.